# Graniczna Placówka Kontrolna Straży Granicznej w Paczkowie
Graniczna Placówka Kontrolna Straży Granicznej w Paczkowie – nieistniejąca obecnie graniczna jednostka organizacyjna Straży Granicznej wykonująca kontrolę graniczną osób, towarów i środków transportu bezpośrednio w przejściu granicznym na granicy z Republiką Czeską.

## Formowanie i zmiany organizacyjne
Graniczna Placówka Kontrolna Straży Granicznej w Paczkowie (GPK SG w Paczkowie), z siedzibą po stronie czeskiej w miejscowości Bílý Potok, została utworzona w 1996 roku i weszła w podporządkowanie Sudeckiego Oddziału Straży Granicznej .
12 stycznia 2002 roku Komendant Główny Straży Granicznej włączył GPK SG w Paczkowie, w struktury Śląskiego Oddziału Straży Granicznej w Raciborzu .
W ramach reorganizacji struktur Straży Granicznej związanej z przygotowaniem Polski do wstąpienia, do Unii Europejskiej i przystąpieniem do Traktatu z Schengen. Podczas restrukturyzacji wprowadzono kompleksową ochronę granicy już na najniższym szczeblu organizacyjnym tj. strażnica i graniczna placówka kontrolna. Wprowadzona całościowa ochrona granicy zniosła podział na graniczne jednostki organizacyjne ochraniające tylko tzw. „zieloną granicę” i prowadzące tylko kontrole ruchu granicznego. W wyniku tego 2 stycznia 2003 roku GPK SG w Paczkowie przejęła wraz z obsadą etatową pod ochronę odcinek graniczny, po rozformowanej Strażnicy SG w Gościcach .
Jako Graniczna Placówka Kontrolna Straży Granicznej w Paczkowie funkcjonowała do 23 sierpnia 2005 roku i 24 sierpnia 2005 roku Ustawą z 22 kwietnia 2005 roku O zmianie ustawy o Straży Granicznej... została przekształcona na Placówkę Straży Granicznej w Paczkowie (Placówka SG w Paczkowie) .

## Ochrona granicy
2 stycznia 2003 roku przystąpiła do ochrony granicy państwowej po zlikwidowanej strażnicy SG w Gościcach:
- Włącznie znak graniczny nr II/182, wyłącznie zn. gran. nr II/200.

### Podległe przejście graniczne
- Paczków-Bílý Potok[1] .

### Sąsiednie strażnice
- Strażnica Straży Granicznej w Jasienicy Górnej ⇔ Strażnica SG w Złotym Stoku – 02.01.2003.